# سوریانلو
سوریانلو (به ایتالیایی: Sorianello) یک کومونه در ایتالیا است که در استان ویبو والنتیا واقع شده‌است. سوریانلو ۹٫۷ کیلومتر مربع مساحت و ۱٬۴۵۵ نفر جمعیت دارد.